# Песчанская сельская территория
Песчанская сельская территория — административно-территориальная единица Старооскольского городского округа включающая в себя 3 села: Песчанка, Николаевка, Новосёловка. Административный центр — село Песчанка.

## Состав сельской территории
| № | Населённый пункт | Тип населённого пункта       | Население |
| - | ---------------- | ---------------------------- | --------- |
| 1 | Николаевка       | село                         | ↘176      |
| 2 | Новоселовка      | село                         | ↗241      |
| 3 | Песчанка         | село, административный центр | ↗2149     |

## Географические данные
| Общая площадь        | 5152 га.   |
| -------------------- | ---------- |
| Сельхозугодья        | 3228,7 га. |
| Пашня                | 3003,1 га. |
| Сенокосы, пастбища   | 225,5 га.  |
| Леса и лесополосы    | 69 га.     |
| Реки, пруды, водоемы | 9,7 га.    |
| Протяженность дорог  | 30,22 км.  |